# Emmy Internacional de melhor ator
O Emmy Internacional de melhor ator (original em inglês: International Emmy Award for Best Performance by an Actor) é concedido desde 2005 pela Academia Internacional das Artes & Ciências Televisivas (IATAS), honrando o melhor desempenho masculino em programas de ficção televisiva (como telefilmes, minisséries, telenovelas, séries dramáticas e de comédia). A cerimônia de premiação ocorre em Nova Iorque. A cerimônia de premiação acontece na cidade de Nova Iorque.

## Regras e regulamento
O prêmio Emmy Internacional de Melhor Ator é concedido pelo desempenho masculino em programas de ficção feitos para televisão, incluindo telefilmes, minisséries, telenovelas, séries de drama ou comédia. Segundo as regras da Academia Internacional, somente os desempenhos em programas inscritos na competição são considerados elegíveis. Um mesmo ator pode ser submetido por diferentes produções com submissões separadas. Além disso, é possível submeter mais de um desempenho masculino da mesma produção. Para ser elegível, o ator deve aparecer em pelo menos 10% do tempo total de exibição do episódio apresentado. Se o desempenho ocorrer em uma série, é necessário que pelo menos um episódio tenha sua primeira transmissão dentro das datas de elegibilidade especificadas.

## Histórico
O francês Thierry Frémont foi o primeiro vencedor do Prêmio Emmy Internacional de Melhor Ator, recebendo o prêmio por seu papel no telefilme Dans la tête du tueur, uma coprodução da TF1 e GMT Productions dirigida por Claude-Michel Rome. No ano seguinte, o ator britânico Ray Winstone conquistou o prêmio por interpretar Vincent Gallagher na série dramática Vincent, produzida por Rebecca Hodgson e John Rushton e exibida no canal ITV.
Em 2007, o holandês Pierre Bokma compartilhou o prêmio com o britânico Jim Broadbent. Nos anos subsequentes, o prêmio Emmy foi dominado por atores do Reino Unido: David Suchet venceu por interpretar Robert Maxwell em Maxwell, Ben Whishaw por seu papel em Criminal Justice, Bob Hoskins por The Street, e Christopher Eccleston por Accused.
Em 2012, Darío Grandinetti, da Argentina, foi premiado por sua interpretação do personagem Mario na minissérie Televisión por la inclusión, criada por Bernarda Llorente e Claudio Villarruel. No ano seguinte, Sean Bean ganhou o Emmy Internacional por seu papel duplo na série dramática da BBC One, Accused. Na cerimônia de 2014, o prêmio foi para Stephen Dillane por sua atuação como Karl Roebuck na série franco-britânica O Túnel.
o ator neerlandês Maarten Heijmans recebeu o Emmy Internacional por sua interpretação do cantor Ramses Shaffy na minissérie Ramses. Em 2016, Dustin Hoffman, vencedor do Oscar, foi laureado como melhor ator no 44º Prêmio Emmy Internacional. Kenneth Branagh conquistou o prêmio em 2017 por sua atuação no drama policial da BBC Wallander.
Em 2018, Lars Mikkelsen recebeu o prêmio por seu papel na série dramática Herrens veje. No ano seguinte o turco Haluk Bilginer foi premiado como melhor ator por sua atuação na série de TV Şahsiyet.
Em 2020, o ator britânico Billy Barratt, com apenas 13 anos de idade, tornou-se a pessoa mais jovem a ganhar um Prêmio Emmy Internacional.

## Vencedores e indicados
|  | Indica o ator vencedor |

### Década de 2000
| Ano  | Vencedor                               | Título                    | País          |
| ---- | -------------------------------------- | ------------------------- | ------------- |
| 2005 | Thierry Frémont como Francis Heaulme   | Dans la tête du tueur     | França        |
| 2005 | David Walliams como Vários personagens | Little Britain            | Reino Unido   |
| 2005 | Douglas Silva como Acerola             | Cidade dos Homens         | Brasil        |
| 2005 | Rhys Ifans como Peter Cook             | Not Only But Always       | País de Gales |
| 2006 | Ray Winstone como Vincent Gallagher    | Vincent                   | Reino Unido   |
| 2006 | Bernard Farcy como Charles de Gaulle   | Le grand Charles          | França        |
| 2006 | Bernard Hill como David Blunkett       | A Very Social Secretary   | Reino Unido   |
| 2006 | Lin Shen como Feng Qi                  | The confession of Feng Qi | China         |
| 2007 | Jim Broadbent como Stan McDermott      | The Street                | Reino Unido   |
| 2007 | Pierre Bokma como Peter van der Laan   | O Escolhido               | Países Baixos |
| 2007 | Bobby Au-yeung como Chai Foon-Cheung   | Dicey Business            | Hong Kong     |
| 2007 | Lázaro Ramos como Foguinho             | Cobras & Lagartos         | Brasil        |
| 2008 | David Suchet como Robert Maxwell       | Maxwell                   | Reino Unido   |
| 2008 | Pedro Cardoso como Agostinho Carrara   | A Grande Família          | Brasil        |
| 2008 | Karl Markovics como Franz Fuchs        | Franz Fuchs               | Áustria       |
| 2008 | Cheng-yang Wang como Liu Yishou        | The I-go King and His Son | China         |
| 2009 | Ben Whishaw como Ben Coulter           | Criminal Justice          | Reino Unido   |
| 2009 | Oscar Olivares como Antonia Salgado    | Capadocia                 | México        |
| 2009 | Robert de Hoog como Frankie            | Skin                      | Países Baixos |
| 2009 | Li Chen como Liu Wu                    | Ultimate Rescue           | China         |

### Década de 2010
| Ano  | Vencedor                                     | Título                                | País          |
| ---- | -------------------------------------------- | ------------------------------------- | ------------- |
| 2010 | Bob Hoskins como Paddy Gargan                | The Street                            | Reino Unido   |
| 2010 | Sebastian Koch como Wolf Larsen              | Sea Wolf                              | Alemanha      |
| 2010 | Sid Lucero como Alfred "Red" Ramirez         | Dahil May Isang Ikaw                  | Filipinas     |
| 2010 | Leonardo Sbaraglia como O Assassino          | Epitafios (2.ª temporada)             | Argentina     |
| 2011 | Christopher Eccleston como Willy Houlihan    | Accused                               | Reino Unido   |
| 2011 | Fábio Assunção como Herivelto Martins        | Dalva e Herivelto: uma Canção de Amor | Brasil        |
| 2011 | Jang Hyuk como Lee Dae-gil                   | The Slave Hunters                     | Coreia do Sul |
| 2011 | Michael Nyqvist como Mikael Blomkvist        | Millennium                            | Suécia        |
| 2012 | Darío Grandinetti como Mario                 | Televisión por la inclusión           | Argentina     |
| 2012 | Arthur Acuña como Harry Shaw                 | The Kitchen Musical                   | Singapura     |
| 2012 | Jason Isaacs como Jackson Brodie             | Case Histories                        | Reino Unido   |
| 2012 | Stein Winge como Frank                       | Koselig med peis                      | Noruega       |
| 2012 | Zhu Yawen como Gao Zhihang                   | Flying Eagle                          | China         |
| 2013 | Sean Bean como Simon Gaskell/Tracie Tremarco | Accused                               | Reino Unido   |
| 2013 | Heino Ferch como Richard Brock               | Anatomy of Revenge                    | Alemanha      |
| 2013 | Marcos Palmeira como Mandrake                | Mandrake                              | Brasil        |
| 2013 | Shinichi Tsutsumi como Yasuo ichikawa        | Yasu – A Single Father’s Story        | Japão         |
| 2014 | Stephen Dillane como Karl Roebuck            | The Tunnel                            | Reino Unido   |
| 2014 | Claude Legault como Benoît "Ben" Chartier    | 19-2                                  | Canadá        |
| 2014 | Pablo Rago como Sgto. Farías                 | Televisión por la Justicia            | Argentina     |
| 2014 | Wu Xiubo como Cheng Ying                     | The Orphan of Zhao                    | China         |
| 2015 | Maarten Heijmans como Ramses Shaffy          | Ramses                                | Países Baixos |
| 2015 | Engin Akyurek como Ömer Demir                | Kara Para Aşk                         | Turquia       |
| 2015 | Emílio de Mello como Dr. Carlo Antonini      | Psi                                   | Brasil        |
| 2015 | Rafe Spall como Joe Potter                   | Black Mirror                          | Reino Unido   |
| 2016 | Dustin Hoffman como Sr. Henry Hoppy          | Roald Dahl's Esio Trot                | Reino Unido   |
| 2016 | Alexandre Nero como Romero Rômulo            | A Regra do Jogo                       | Brasil        |
| 2016 | Florian Stetter como Hans Pippig             | Nu Entre Lobos                        | Alemanha      |
| 2016 | James Wen como Chen Kun Hua                  | Echoes of Time                        | Singapura     |
| 2017 | Kenneth Branagh como Inspetor Wallander      | Wallander                             | Reino Unido   |
| 2017 | Júlio Andrade como Cadu                      | 1 Contra Todos                        | Brasil        |
| 2017 | Zanjoe Marudo como Victor                    | Maalaala Mo Kaya                      | Filipinas     |
| 2017 | Kad Merad como Philippe Rickwaert            | Baron Noir                            | França        |
| 2018 | Lars Mikkelsen como Johannes Krogh           | Ride Upon the Storm                   | Dinamarca     |
| 2018 | Júlio Andrade como Cadu                      | 1 Contra Todos                        | Brasil        |
| 2018 | Billy Campbell como Det. John Cardinal       | Cardinal                              | Canadá        |
| 2018 | Tolga Sarıtaş como Yavuz Karasu              | Söz                                   | Turquia       |
| 2019 | Haluk Bilginer como Agâh Beyoglu             | Şahsiyet                              | Turquia       |
| 2019 | Christopher Eccleston como Greg Farrell      | Come Home                             | Reino Unido   |
| 2019 | Raphael Logam como Evandro do Dendê          | Impuros                               | Brasil        |
| 2019 | Jannis Niewöhner como Robert "Beat" Schlag   | Beat                                  | Alemanha      |

### Década de 2020
| Ano  | Vencedor                               | Título                      | País          |
| ---- | -------------------------------------- | --------------------------- | ------------- |
| 2020 | Billy Barratt como Ray                 | Responsible Child           | Reino Unido   |
| 2020 | Guido Caprino como Pietro Bosco        | 1994                        | Itália        |
| 2020 | Raphael Logam como Evandro do Dendê    | Impuros                     | Brasil        |
| 2020 | Arjun Mathur como Karan Mehra          | Made in Heaven              | Índia         |
| 2021 | David Tennant como Dennis Nilsen       | Des                         | Reino Unido   |
| 2021 | Roy Nik como Noam Ashkenazi            | Normali                     | Israel        |
| 2021 | Nawazuddin Siddiqui como Ayyan Mani    | Serious Men                 | Índia         |
| 2021 | Christian Tappan como Jaime Molina     | El robo del siglo           | Colômbia      |
| 2022 | Dougray Scott como Ray Lennox          | Irvine Welsh’s Crime        | Reino Unido   |
| 2022 | Sverrir Gudnason como Kurt Haijby      | En kunglig affär            | Suécia        |
| 2022 | Scoot McNairy como Walt Breslin        | Narcos: México              | México        |
| 2022 | Lee Sun-kyun como Sewon Koh            | Dr. Brain                   | Coreia do Sul |
| 2023 | Martin Freeman como Chris Carson       | The Responder               | Reino Unido   |
| 2023 | Gustavo Bassani como José Pérez / Iosi | Iosi, el espía arrepentido  | Argentina     |
| 2023 | Jonas Karlsson como Tommy Lund         | Nattryttarna                | Suécia        |
| 2023 | Jim Sarbh como Homi Jehangir Bhabha    | Rocket Boys                 | Índia         |
| 2024 | Timothy Spall como Peter Farquhar      | The Sixth Commandment       | Reino Unido   |
| 2024 | Júlio Andrade como Betinho             | Betinho - No Fio da Navalha | Brasil        |
| 2024 | Haluk Bilginer como Agâh Beyoglu       | Şahsiyet                    | Turquia       |
| 2024 | Laurent Lafitte como Bernard Tapie     | Class Act                   | França        |

## Comparativos de idade
| Recorde             | Ator           | Programa               | Idade (quando indicado) |
| ------------------- | -------------- | ---------------------- | ----------------------- |
| Vencedor mais velho | Dustin Hoffman | Roald Dahl's Esio Trot | 79 anos                 |
| Indicado mais velho | Dustin Hoffman | Roald Dahl's Esio Trot | 79 anos                 |
| Vencedor mais jovem | Billy Barratt  | Responsible Child      | 13 anos                 |
| Indicado mais jovem | Billy Barratt  | Responsible Child      | 13 anos                 |

## Múltiplas indicações
| N.º de indicações | Ator                  |
| ----------------- | --------------------- |
| 3                 | Júlio Andrade         |
| 2                 | Christopher Eccleston |
| 2                 | Raphael Logam         |

| N.º de indicações | Programa       |
| ----------------- | -------------- |
| 2                 | Accused        |
| 2                 | The Street     |
| 2                 | 1 Contra Todos |
| 2                 | Impuros        |

| N.º de indicações | País          |
| ----------------- | ------------- |
| 20                | Reino Unido   |
| 12                | Brasil        |
| 5                 | China         |
| 4                 | Alemanha      |
| 4                 | Argentina     |
| 4                 | França        |
| 4                 | Turquia       |
| 4                 | Índia         |
| 2                 | Países Baixos |
| 2                 | Canadá        |
| 2                 | Filipinas     |
| 2                 | Singapura     |

## Múltiplas vitórias
| N.º de indicações | Programa   |
| ----------------- | ---------- |
| 2                 | Accused    |
| 2                 | The Street |

| Nº de vitórias | País          |
| -------------- | ------------- |
| 10             | Reino Unido   |
| 2              | Países Baixos |

## Galeria de fotos

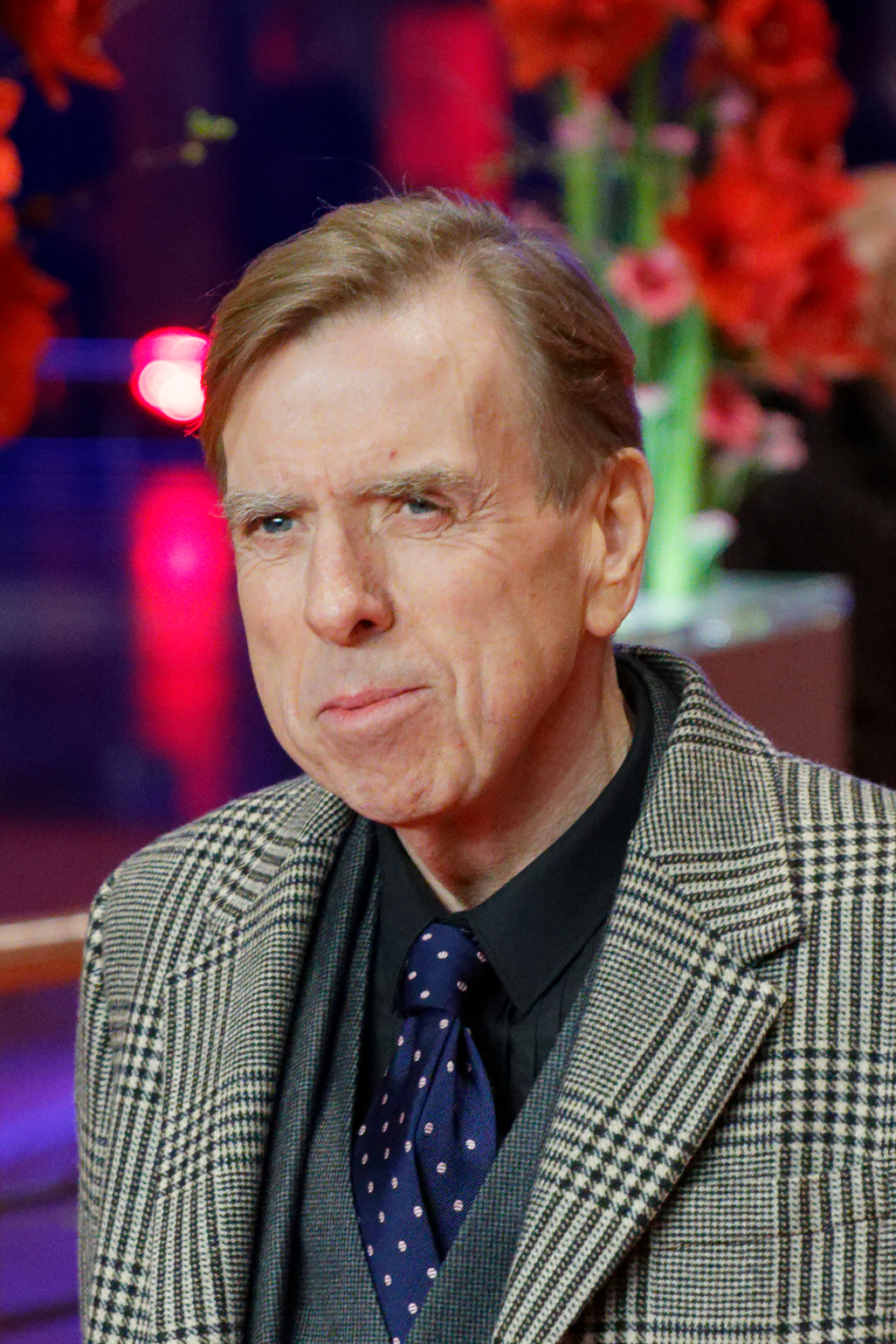
Timothy Spall venceu 2024.
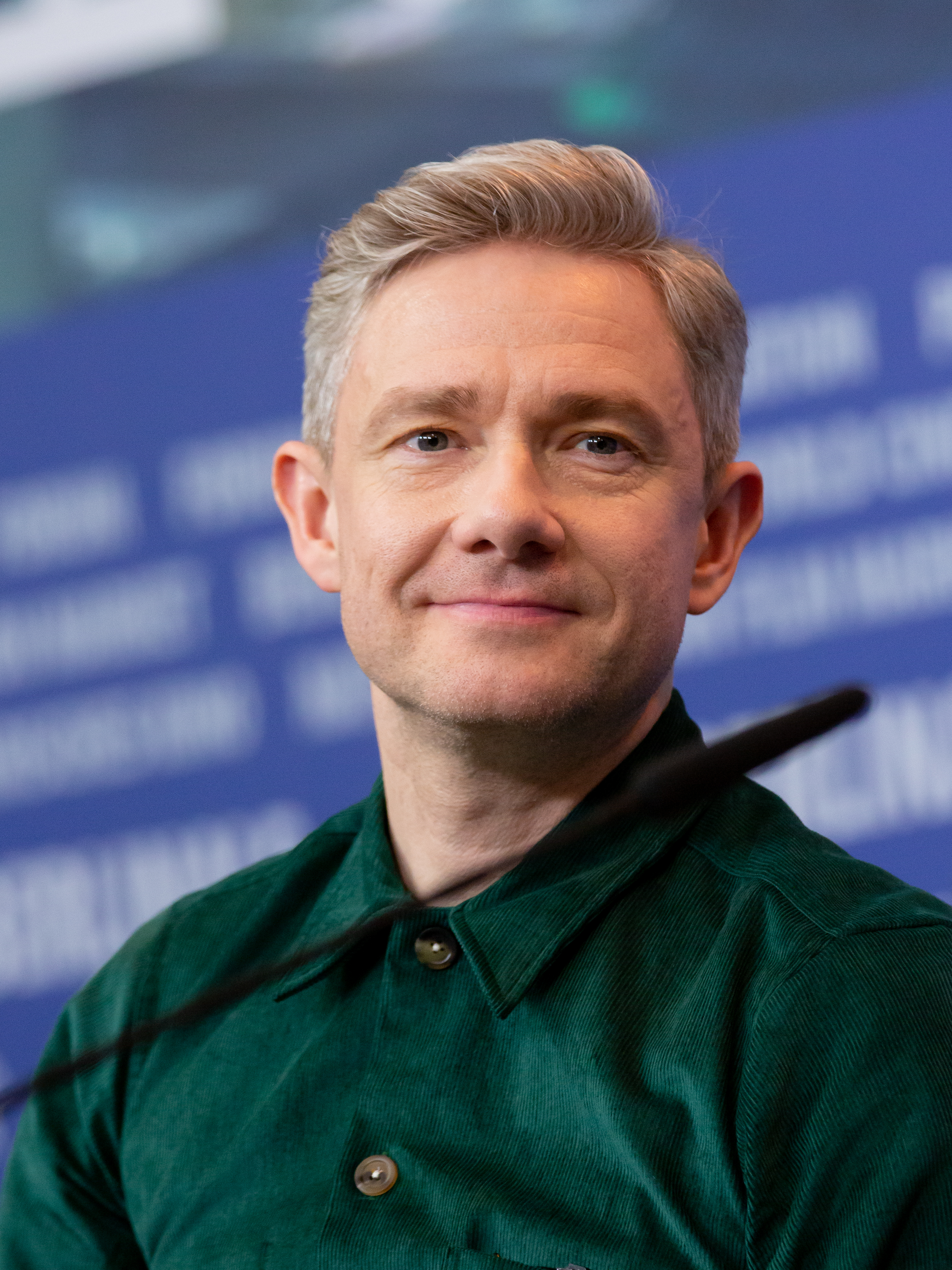
Martin Freeman venceu em 2023.
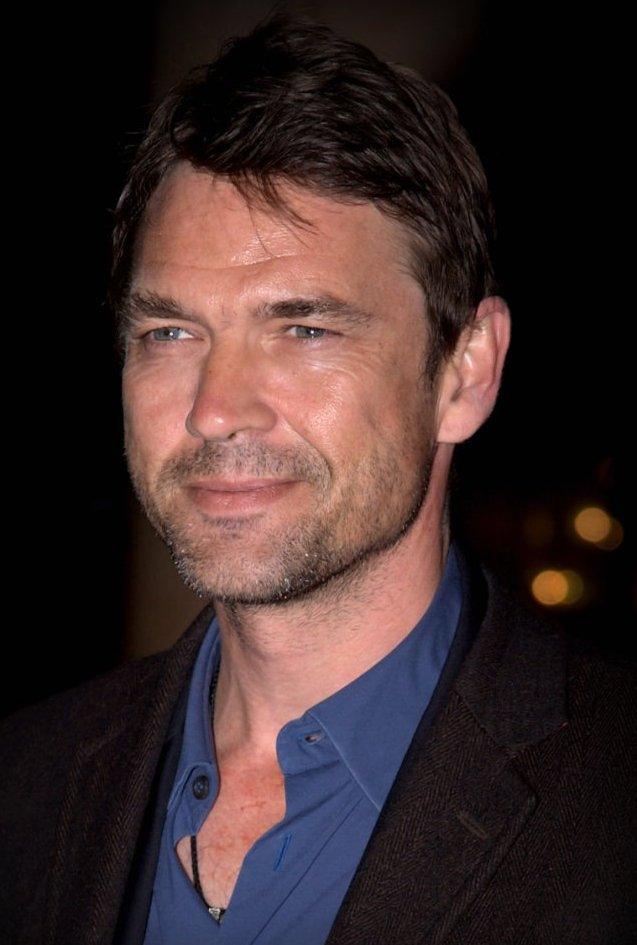
Dougray Scott venceu em 2022.
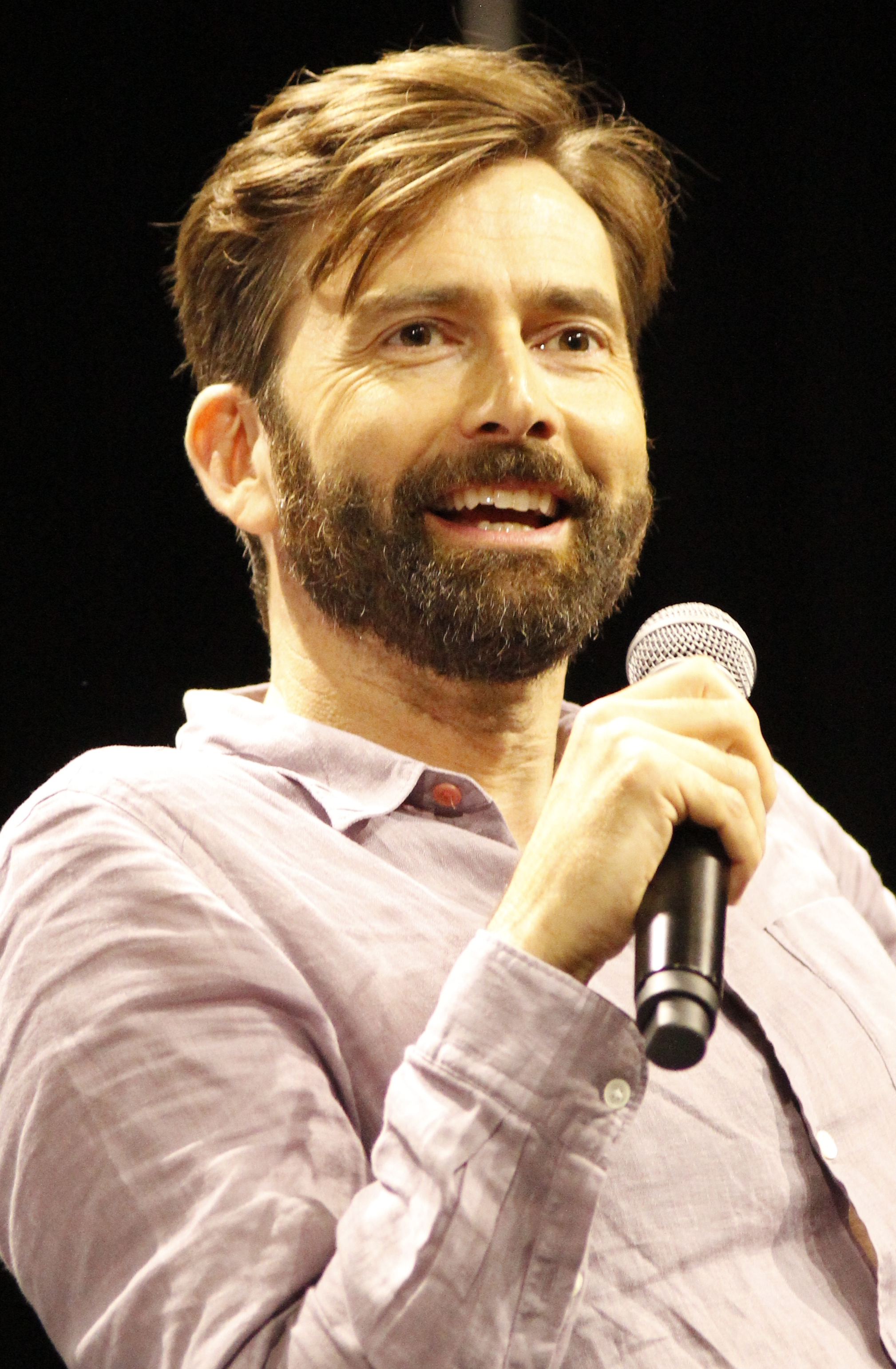
David Tennant venceu em 2021.
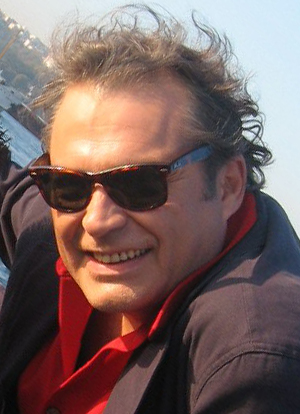
Haluk Bilginer venceu em 2019.
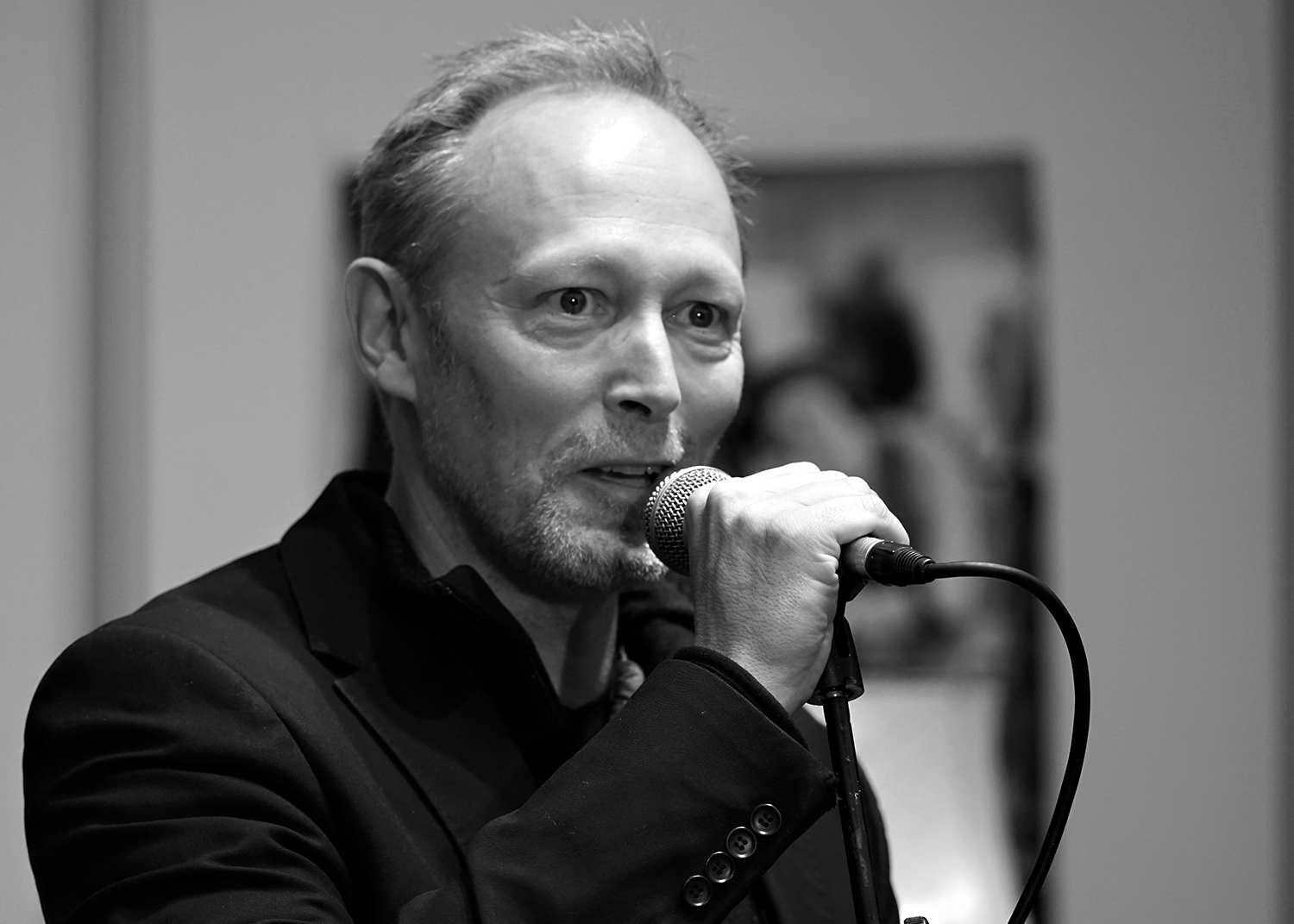
Lars Mikkelsen venceu em  2018.
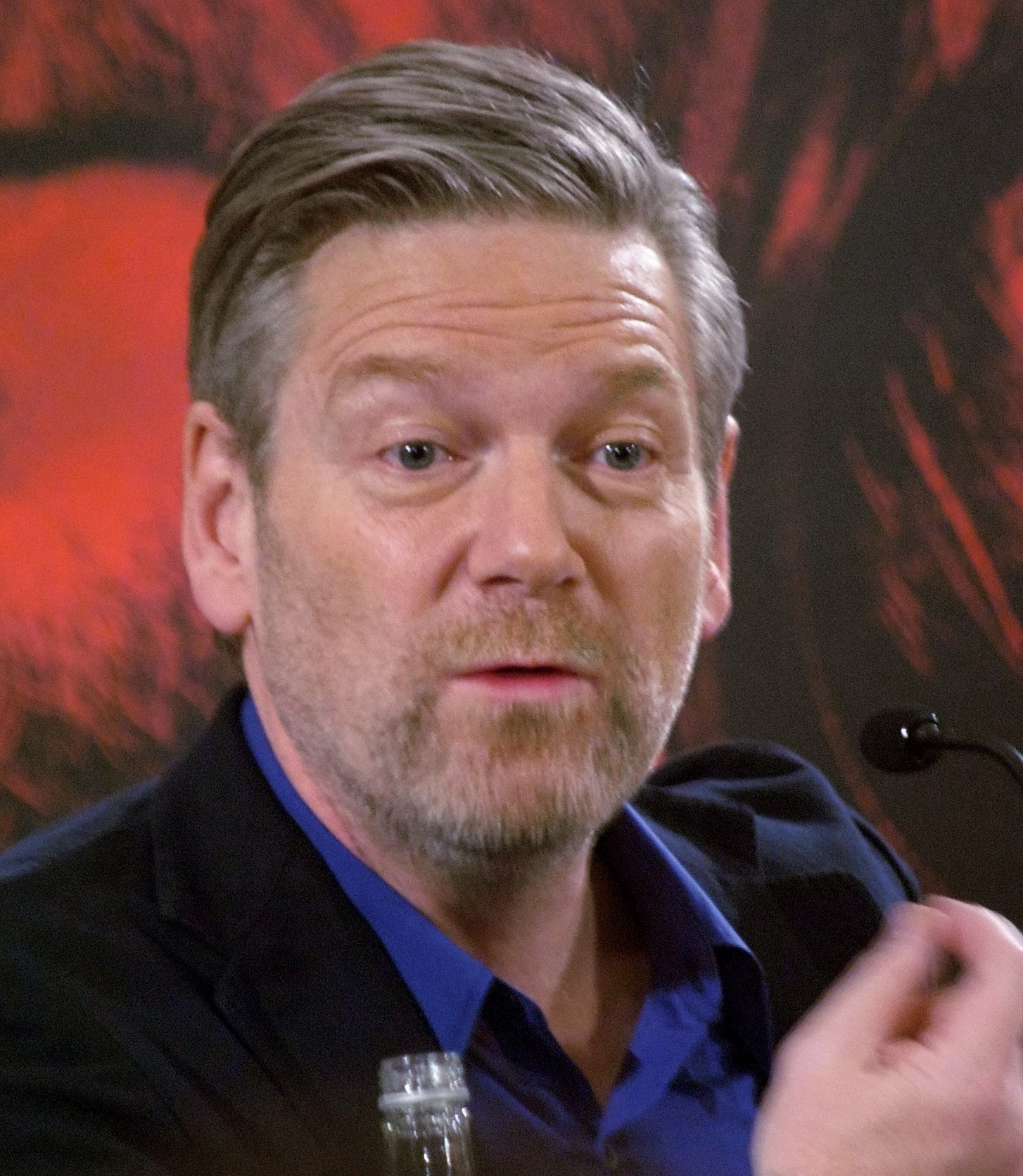
Kenneth Branagh venceu em 2017.
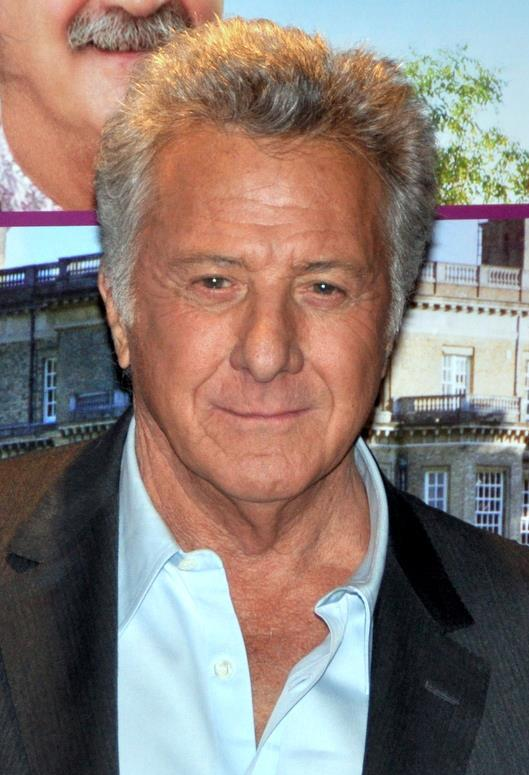
Dustin Hoffman venceu em  2016.
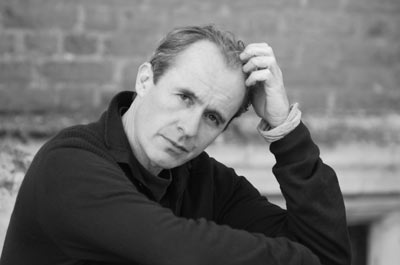
Stephen Dillane venceu em  2014.
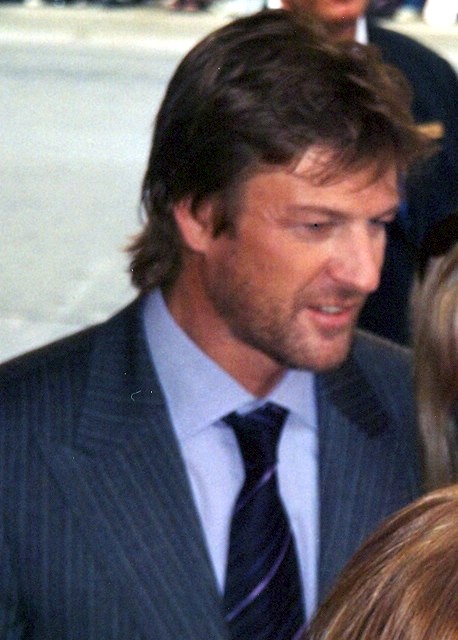
Sean Bean venceu em 2013.
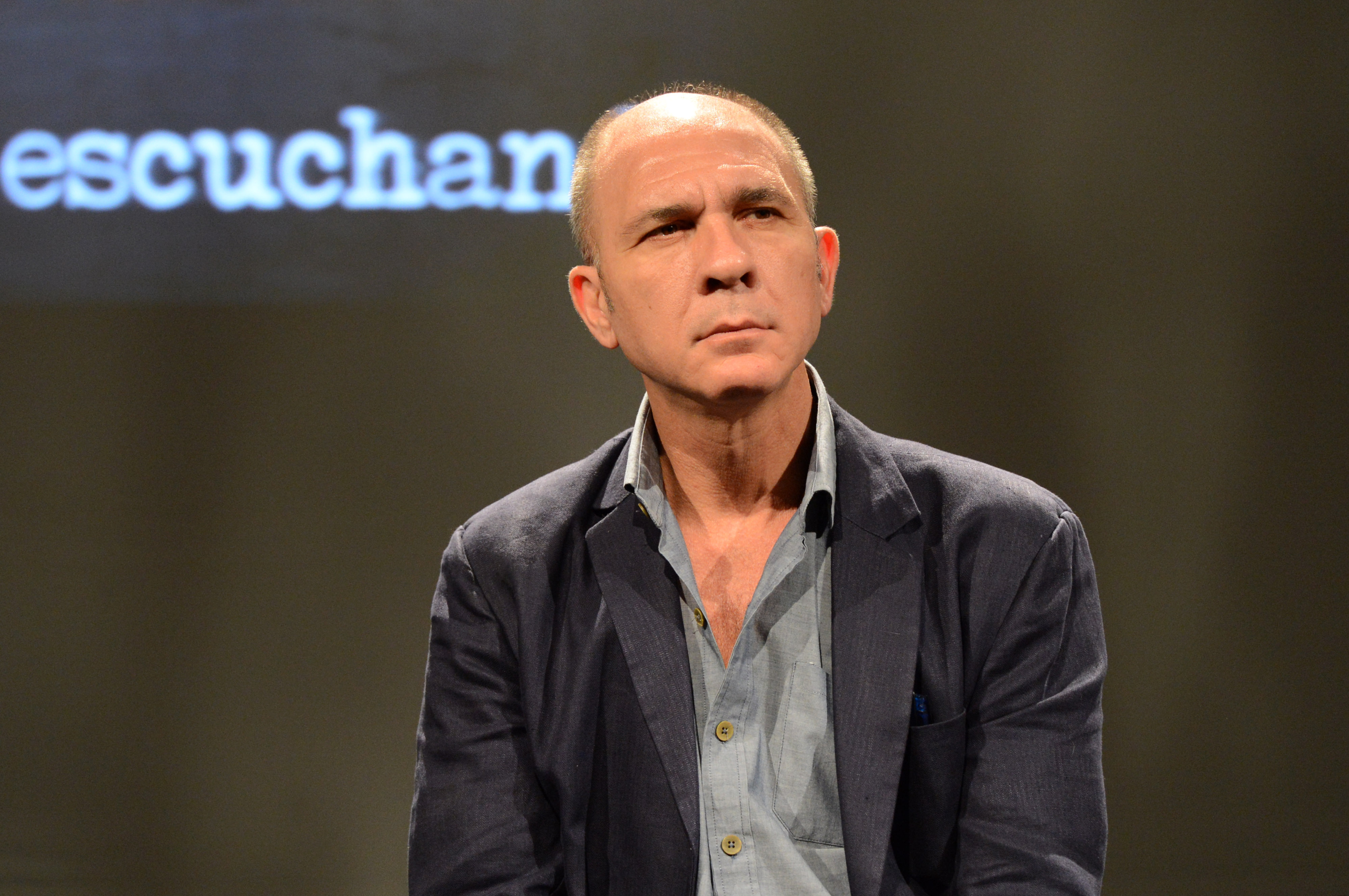
Darío Grandinetti venceu em  2012.
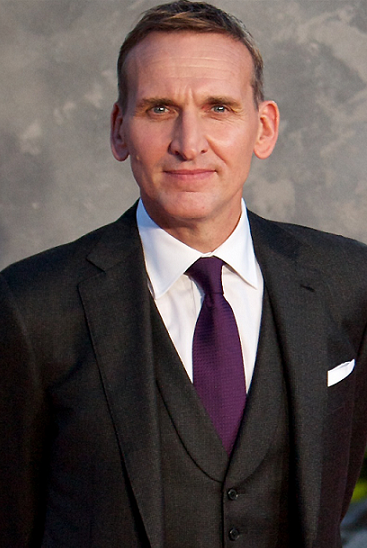
Christopher Eccleston venceu em 2011.
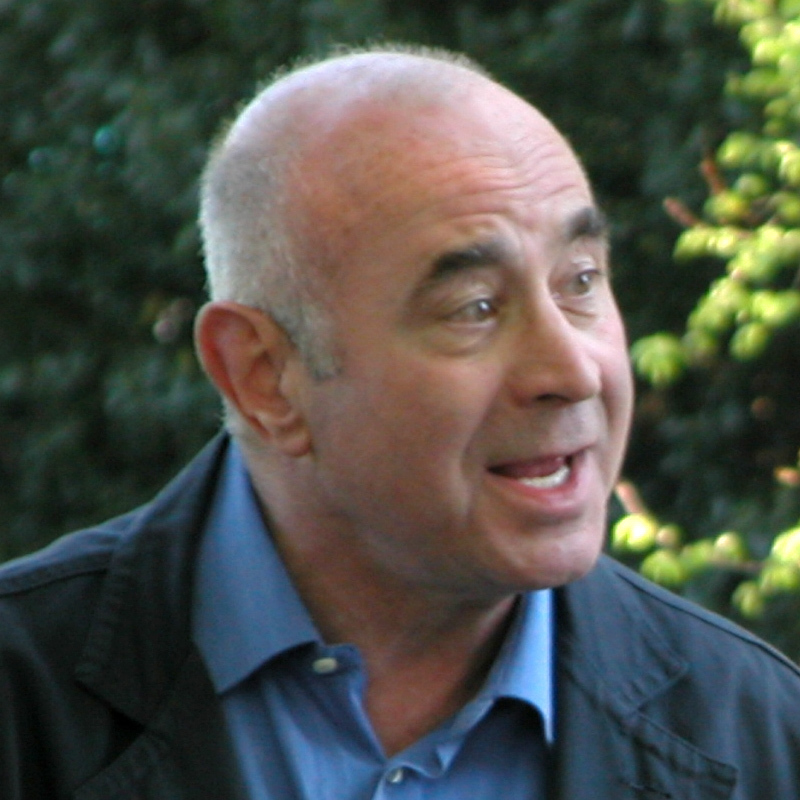
Bob Hoskins venceu em 2010.
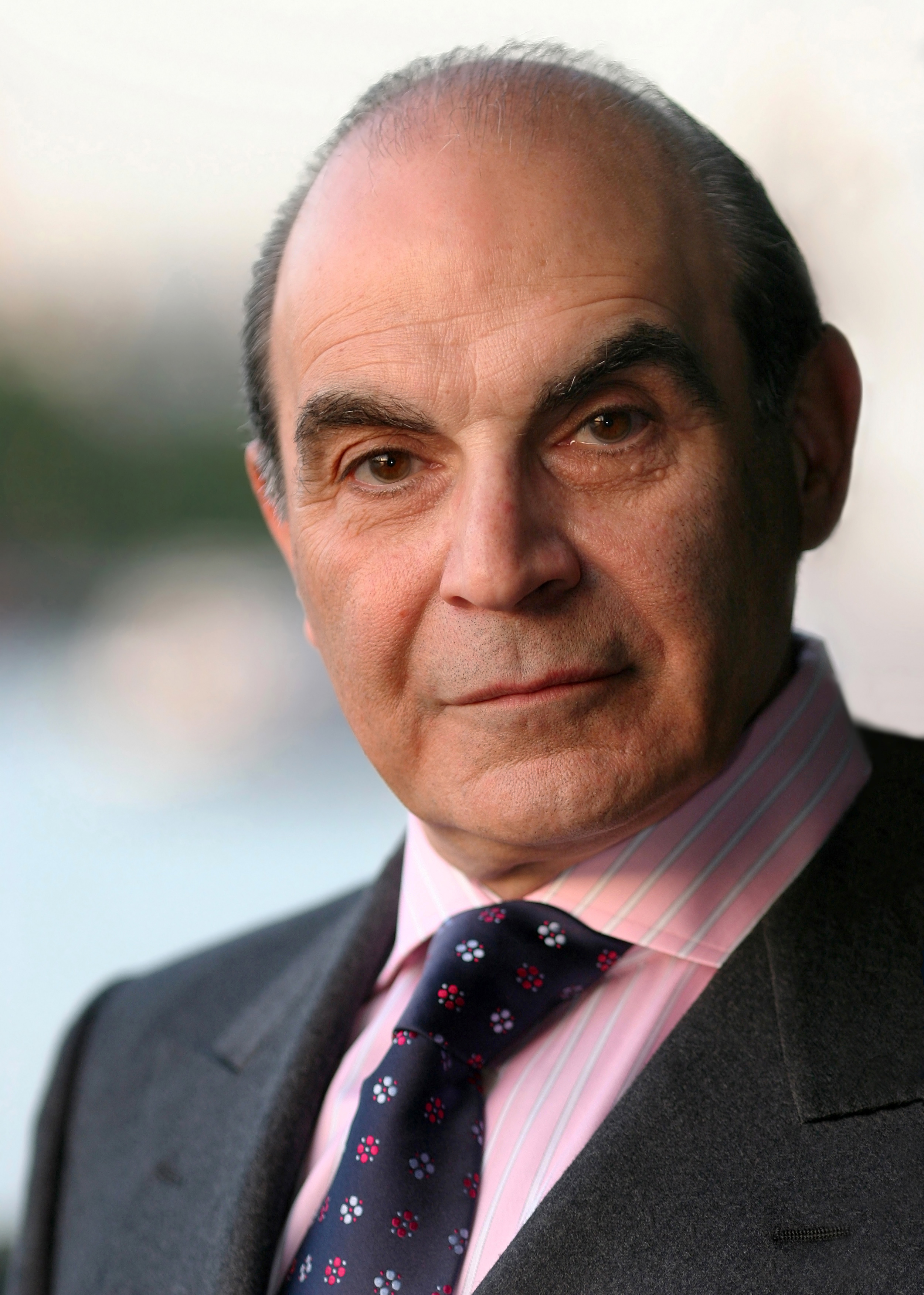
David Suchet venceu em  2009.
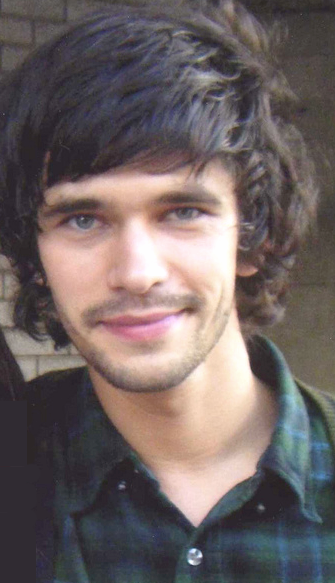
Ben Whishaw venceu em  2008.
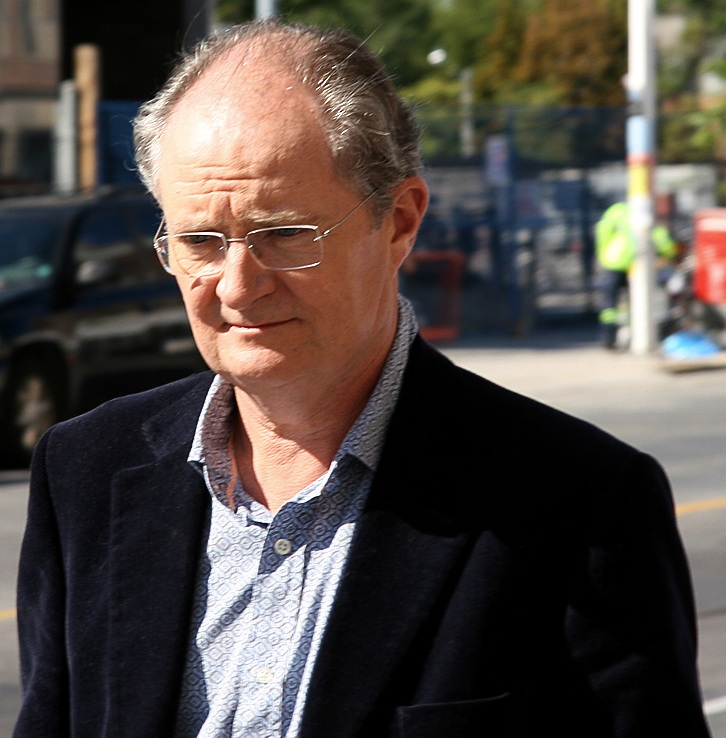
Jim Broadbent venceu em  2007.
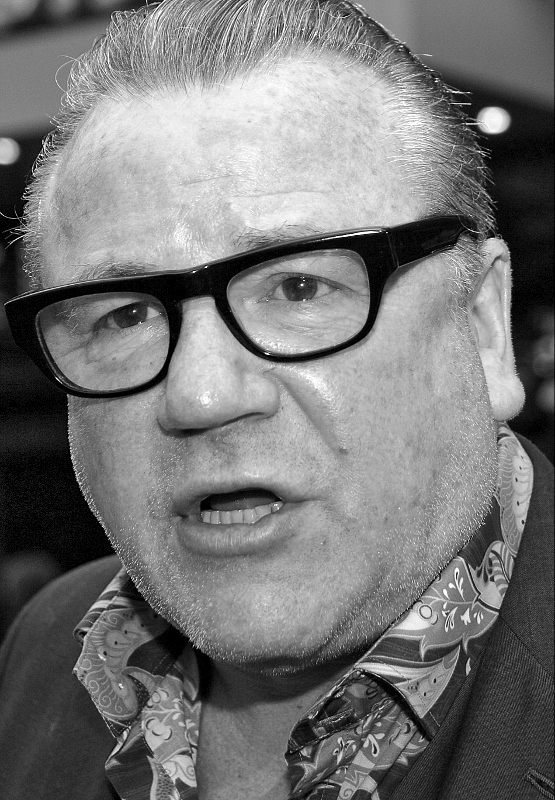
Ray Winstone venceu em  2006.
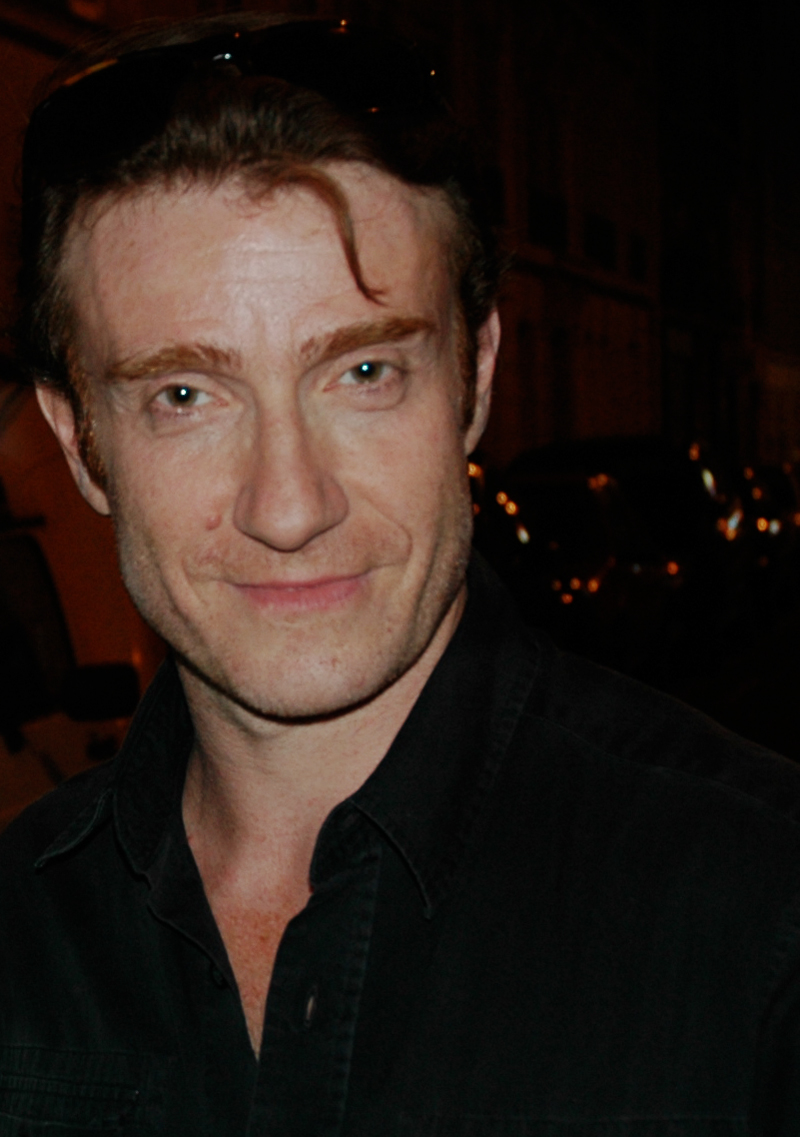
Thierry Frémont venceu em  2005.